# Víctor Serrano
Víctor Serrano Marivela (n. 13 de abril de 1989 en Soto del Real, Comunidad de Madrid) es un jugador de baloncesto español. Con 2.13 metros de estatura, pertenece a la plantilla del Étoile Angers Basket de la Nationale Masculine 1 y juega en la posición de pívot.

## Trayectoria
Serrano se formó en la cantera del CB Estudiantes con quienes llegó a formar parte de la plantilla ACB (11/12) tras sus primeros pasos como jugador en el CB Guadalajara (2009/10) y el CB Canarias (10/11). Las siguientes dos temporadas alternó Plata y Oro (Iraurgi Saski Baloia en la 11/12 y Club Ourense Baloncesto en la 12/13). En el 2013 ficha por el Club Joventut de Badalona, jugando durante dos años en el equipo filial verdinegro, el Club Basquet Prat, el segundo de ellos en LEB Oro, competición en la que se consolida desde entonces.
En la temporada 2015-16 ficha por el Cáceres Patrimonio de la Humanidad logrando unos promedios de 9 puntos y 6,6 rebotes por encuentro. En la siguiente campaña (2016-17) firma con el Palma Air Europa y en la temporada 2017-18 retorna al Iraurgi donde registra unas medias de casi 9 puntos y 5 rebotes.
En agosto de 2018 se anuncia su regreso al Cáceres Patrimonio de la Humanidad para disputar la temporada 2018/19. No obstante, en febrero de 2019 se anunció su baja en el conjunto extremeño y su fichaje por el Club Basquet Coruña.
En la temporada 2019-20, firma como jugador del Club Ourense Baloncesto de Liga LEB Oro.
En la temporada 2020-21, se compromete con el CB Cornellà de Liga LEB Plata donde acaba la temporada con una media de 15p 10reb y 19.9 de valoración 
En julio de 2021, firma por el Mulhouse Basket de la Nationale Masculine 1 donde ha sido mejor pívot de la jornada en numerosas ocasiones.
El 1 de agosto de 2024, firma por el Étoile Angers Basket de la Nationale Masculine 1.